# Castroponce
Castroponce település Spanyolországban, Valladolid tartományban.  Lakosainak száma 128 fő (2024).

## Népesség
A település népessége az utóbbi években az alábbiak szerint változott:
| Lakosok száma | 186  | 173  | 159  | 162  | 166  | 159  | 145  | 143  | 139  | 128  |
|               | 2001 | 2004 | 2007 | 2009 | 2012 | 2014 | 2017 | 2019 | 2022 | 2024 |